# Altars of Madness
Altars of Madness é o álbum de estreia da banda Morbid Angel, lançado a 12 de Maio de 1989.
| Críticas profissionais                                                      | Críticas profissionais |
| Avaliações da crítica                                                       | Avaliações da crítica  |
| Fonte                                                                       | Avaliação              |
| --------------------------------------------------------------------------- | ---------------------- |
| MetalForge                                                                  | [ 1 ]                  |
| Allmusic                                                                    | [ 2 ]                  |
| Esta tabela precisa de ser acompanhada por texto em prosa. Consulte o guia. |                        |

Altars of Madness foi eleito o melhor disco de death metal de todos os tempos pelas revistas Decibel e Terrorizer.

## Faixas
| N.º | Título                                          | Compositor(es)                | Duração |  |
| 1.  | "Immortal Rites"                                | Trey Azagthoth, David Vincent | 4:04    |  |
| 2.  | "Suffocation"                                   | Azagthoth, Vincent            | 3:15    |  |
| 3.  | "Visions from the Dark Side"                    | Azagthoth, Vincent            | 4:10    |  |
| 4.  | "Maze of Torment"                               | Azagthoth, Vincent            | 4:25    |  |
| 5.  | "Lord of All Fevers & Plagues" (faixa bônus CD) | Azagthoth                     | 3:28    |  |
| 6.  | "Chapel of Ghouls"                              | Azagthoth, Mike Browning      | 4:58    |  |
| 7.  | "Bleed for the Devil"                           | Azagthoth                     | 2:23    |  |
| 8.  | "Damnation"                                     | Azagthoth, Vincent            | 4:10    |  |
| 9.  | "Blasphemy"                                     | Azagthoth                     | 3:31    |  |
| 10. | "Evil Spells"                                   | Azagthoth                     | 4:13    |  |

## Créditos
- David Vincent — Baixo, vocal
- Trey Azagthoth — Guitarra
- Richard Brunelle — Guitarra
- Pete Sandoval — Bateria
- Tom Morris - Engenheiro
- Digby Pearson - Produtor